# Джордж Снелл
Джордж Дейвіс Снелл (англ. George Davis Snell; нар. 19 грудня 1903, Бредфорд, Массачусетс — пом. 6 червня 1996, Бар Гарбор,  Мен) —  американський генетик та  імунолог, який відкрив гененетичні фактори, що визначають тканинну сумісність при трансплантації. Його роботи на  мишах призвели незабаром до відкриття головного комплексу гістосумісності у людини, що стало основою підбору донорів для успішної  трансплантації тканин і органів. У 1980 році Снелл отримав  Нобелівську премію з фізіології або медицини разом із  Барухом Бенасеррафом та  Жаном Доссе.

## Дивись також
- Головний комплекс гістосумісності